# Ульріка Кнапе
Ульріка Кнапе (швед. Ulrika Knape, 26 квітня 1955) — шведська стрибунка у воду.
Олімпійська чемпіонка 1972 року, призерка 1976 року.
Чемпіонка світу з водних видів спорту 1973, 1974 років, призерка 1975 року.